# Ingolf Fjeld
Ingolf Fjeld är ett berg i Grönland (Kungariket Danmark).   Det ligger i kommunen Sermersooq, i den södra delen av Grönland, 800 km öster om huvudstaden Nuuk. Toppen på Ingolf Fjeld är 2 205 meter över havet.
Terrängen runt Ingolf Fjeld är huvudsakligen bergig.  Trakten runt Ingolf Fjeld är nära nog obefolkad, med mindre än två invånare per kvadratkilometer. Det finns inga samhällen i närheten. Trakten runt Ingolf Fjeld är permanent täckt av is och snö.